# Monte Fogliano e Monte Venere
Monte Fogliano e Monte Venere este o arie protejată (arie specială de conservare — SAC, sit de importanță comunitară — SCI) din Italia întinsă pe o suprafață de 618 ha, integral pe uscat.

## Localizare
Centrul sitului Monte Fogliano e Monte Venere este situat la coordonatele 42°19′36″N 12°08′40″E / 42.326667°N 12.144444°E.

## Înființare
Situl Monte Fogliano e Monte Venere a fost declarat sit de importanță comunitară în iunie 1995 pentru a proteja 10 specii de animale. Situl a fost protejat și ca arie specială de conservare în decembrie 2016.

## Biodiversitate
Situată în ecoregiunea mediteraneană, aria protejată conține 2 habitate naturale: Păduri de fag din Apenini cu Taxus și Ilex, Păduri de Castanea sativa.
La baza desemnării sitului se află mai multe specii protejate:
- păsări (3): șoim călător (Falco peregrinus), gaia neagră (Milvus migrans), viespar (Pernis apivorus)
- amfibieni (1): Triturus carnifex
- nevertebrate (6): croitorul mare al stejarului (Cerambyx cerdo), fluturele de noapte (Eriogaster catax), Euplagia quadripunctaria, rădașcă (Lucanus cervus), Osmoderma eremita, Rosalia alpina

Pe lângă speciile protejate, pe teritoriul sitului au mai fost identificate 9 specii de plante, 1 specie de păsări, 2 specii de amfibieni, 5 specii de mamifere, 1 specie de reptile.